# Баттонья
Баттонья (угор. Battonya, рум. Bătania, серб. Батања) — місто в Мезйоковачгазському районі (в медьє Бекеш) в Угорщині, недалеко від румунського кордону. Місто займає площу 145,77 км², на якій проживає 5726 жителів (на 2010 рік). Переважна більшість жителів — угорці, у місті проживають також серби, румуни і роми.
Перша письмова згадка населеного пункту (Bothanyaegyháza) датується 1340 роком, статус міста присвоєно в 1989 році.
| Угорщина | Це незавершена стаття з географії Угорщини. Ви можете допомогти проєкту, виправивши або дописавши її. |